# ФК Раковски (Русе)
Раковски е бивш футболен клуб от Русе.
Играе мачовете си на градския стадион с капацитет за 20 000 зрители. Цветовете на отбора са синьо и бяло.

## История

### 1927 – 1948
С.к. „Раковски“ е образуван на 16 януари 1927 г. следо обединението на русенските спортни клубове „Победа“, „Тича“ и „Русенец“.
Обхваща района от Халите до Градския стадион (на ширина) и от Градския стадион до Градския университет (на дължина).
Първият клуб от учредителите на „Раковски“ се сформира през 1920 година под името „Виктория“, а през 1922 г. е преименуван на с.к. „Победа“. Основават го младежи, бивши футболисти от отбора на дружество „Максим Горки“, носещ прозвището „Червения тим“ образуван на 18 август 1912 година.
Вторият отбор участвал в основаването на „Раковски“ е с.к. „Тича“. Той се образува през 1922 година в дюкяна на бай Сандю Поповчето. За председател е избран Филип Чернев (Даскала).
След обединяването на с.к. „Победа“, ск. „Русенец“ и с.к. „Тича“ в тима на с.к. „Раковски“ влизат 4 добри играча: Петър Антонов (Петката), Васил Чернев (Черньо), Кирил Василев (Дауна) и Емил Вълчев (Мичето). Обединението дава своите резултати и тимът става трикратен градски шампион между 1928 и 1930 г.
През 1921 г. е сформиран „с.к. Дунав“, който през 1923 година се преименува на с.к. „Защита“, а през месец юни 1924 г. се обединява със „с.к. Тича“ под името – „Тича“.
През 1923 г. с.к. „Диана“ се преименува на с.к. „Защита“.
Третият футболен тим участвал в образуването на „Раковски“ е с.к. „Русенец“. Образуван през лятото на 1923 година в дома на Иван Минчев Червенков в Мечка махала, където няколко работници учредяват новия клуб. За председател се избира Георги Чернаев (автомонтьор). Екипът на отбора е черни гащета, бели фланелки с черна лента – пояс на гърдите и гърба. Отборът има свой собствен химн. За кратко време махленското клубче израства във второразреден градски клуб и след люти битки преминава в първа дивизия. Просъществува 4 години до януари 1927 година.
През януари 1927 г. по нареждане на БНСФ се пристъпва към намаляване на футболните клубове и премахване на II-градска дивизия. Така „Победа“, „Русенец“ и „Тича“ се обединяват и основават „Раковски“.
Раковски нарушава спокойствието надвата силни русенски тима – „Левски“ и „Напредък“. От 1928 до 1930 години три поредни години става шампион на Русе и спортната област (РСО) и е полуфиналист за държавното футболно първенство.
За председател на клуба е избран Иван Рачев (бивш член на „Победа“). Екипът на футболистите се състои от сини фланелки, бели гащета и сини чорапи. Изработва се и з значкасъс съдействието на секретаря на отбора Димитър Иванов (защитник на футболниата секция към „ЮТС Дунав“, а после на „Победа“). През 1948 г. прекратява своята дейност.

### 1991 – 1999
В началото на 1991 г. по инициатива на бившия футболист на „Добруджа“ (Русе), „Дунав“ и Левски (София) и дългогодишен национален състезател Слави Калчев, футболен клуб „Раковски“ е възстановен. За да продължи съществуването си, са необходими големи финансови средства. Така през пролетта на 1992 година възниква първия частен клуб в България за президент на който е избран кредитния милионер Оскар Цанков (бивш играч на „Локомотив“ (Русе), а зад него застават Теодор Георгиев и други заможни русенци. От 1993 г. за старши треньор е назначен м.с. Тодор Тодоров, бивш защитник на „Дунав“ (Русе) и участник в националния отбор, работил като треньор в „Дунав“ и „Локомотив“, а за помощник треньор е назначен бившия футболист на „Дунав“ Васко Симеонов. Съставът на отбора е оформен предимно от играчи на Локомотив (Русе), сред които Благовест Георгиев, Димитър Тотев, Мариян Тодоров, Кирил Кирилов, Драгомир Григоров и др.
Успехите не закъсняват. Всяка година футболистите се изкачват с едно стъпало по-нагоре:
1992/93 – Б областна футболна група – 1 място
1993/94 – Зона „Русе“ (тогава са 8 зони – подобни на сегашните В групи) – 1 място
1994/95 – Северна Б РФГ – 2 място
1995/96 – А РФГ – участва в елитната група
Постиженията на възстановения клуб нямат аналог във футболната история на България. Ярката звезда на отбора блесва на 14 юни 1995 година когато на стадион „Васил Левски“ след драматичния квалификационен мач с вицешампиона на Южната Б РФГ на Марица (Пловдив) печели с 3:2.
Така 66 години по-късно след 1929 година възстановеният „Раковски“ по триумфален начин се завръща сред футболния елит на България. От 1995/96 г. „Раковски“ се състезава в А РФГ, а „Дунав“ и „Локомотив“ в Б РФГ.
Влизането в А РФГ обаче става без финансова подкрепа. След редица конфликти бизнесмени подкрепящи отбора се оттеглят. Оскар Цанков остава сам и няма необходимите средства за поддържане на стабилен тим в А РФГ. Това определя и съдбата на отбора. За известно време настъпва частична стабилизация, но след това нещата тръгват отново надолу. След двегодишен престой в майсторската група ф.к. „Раковски“ изпада в Б РФГ. Прави се опит за обединение с Дунав, който е неуспешен. През 1997/98 г. отборът се състезава във В РФГ, откъдето изпада и през 1999. прекратява съществуването си

## Представяне по сезони
- 1992/93 Б областна група – 1 място
- 1993/94 Зона Русе – 1 място
- 1994/95 Северна Б група – 2 място (играе бараж за влизане в А група с втория в Южната Б група Марица (Пловдив) и го печели с 3:2 с победен гол на Филип Теофоолу в последната минута).
- 1995/96 А група – 13 място (над чертата на изпадащите – с равни точки с 14-ия ФК Шумен, но с по-добра голова разлика)
- 1996/97 А група – последно 16-о място (с уникални антирекорди – без победа, само един равен мач за цял сезон – 29 загуби, голова разлика 8 – 110, най-малко точки – 1. Най-голям антирекорд за първенство от първото ниво на държава в Европа – 19 мача без отбелязан гол)
- 1997/98 Б група – обединява се с Дунав Русе от Североизточната В група и приема името „ОФК Дунав-Раковски“ (Русе), завършва сезона в Б група на последното 16 място с 8 точки
- 1998/99 Североизточна В група – завършва 13-и отново под името Раковски (Русе), след края на сезона се разформирова

## Успехи
- 6 място в Държавното първенство през 1929 г.
- 13 място в А група през 1996 г.
- I градска дивизия:
  -  Шампион на Русе и Русенска спортна област (РСО) (3): 1937/38, 1939, 1940

## Трансформации
- 1927 – с.к. „Раковски“ (след сливане на с.к. „Победа“, с.к. „Тича“ и с.к. „Русенец“)
- 1948 – (закрит)
- 1991 – фк „Раковски“ (възстановен)
- 1999 – (закрит)

## Известни футболисти
- Димитър Тотев
- Симеон Кръстев
- Мариян Тодоров
- Иван Близнаков
- Филип Теофоолу
- Георги Попиванов
- Венцислав Маринов
- Пламен Проданов
- Иван Милчев
- Александър Бояджиев (Бебо)
- Васил Чернев (Черньо)
- Георги Тошев (Жоро)
- Кирил Василев (Дауна)
- Стефан Нанков (Нината)
- Коста М. Косев (Косаната)
- Върбан Григоров (Банчо)
- Емил Пенчев (Мичето)
- Петър Антонов (Петката)
- Борис Овчаров
- Стоян Ил. Стоянов (Ичката)

## Международните срещи
(1924 – 1991)
| Година | Номер | Град     | Страна | Отбор                  | Резултат |
| ------ | ----- | -------- | ------ | ---------------------- | -------- |
| 1924   | 1     | Гюргево1 |        | „Олтул“ (Гюргево)      | 4:3      |
|        | 2     | Русе1    |        | „Виктория“ (Букурещ)   | 4:3      |
| 1927   | 3     | Гюргево  |        | „Аквила“ (Гюргево)     | 4:4      |
| 1930   | 4     | Гюргево  |        | „Кантониеро“ (Гюргево) | 3:0      |
| 1936   | 5     | Гюргево  |        | „Олтул“ (Гюргево)      | 5:1      |

.
- 1. Играе под името „Победа“;

## Треньорите ръководили отбора
- Светослав Калчев – 1992/93 (есен)
- Тодор Тодоров – 1992/93 (пролет)
- Тодор Тодоров – 1993/94
- Тодор Тодоров – 1994/95
- Тодор Тодоров – 1995/96 (есен)
- Илия Илиев – 1995/96 (пролет)
- Никола Христов – 1996/97
- Тодор Тодоров – 1997/98
- Цоню Кюранов – 1998/99